# Alice St Clair
Lady Alice St Clair-Erskine (Inglaterra, Reino Unido; 14 de junio de 1988), conocida simplemente como Alice St Clair, es una actriz británica conocida por haber interpretado a Kate Middleton en la película William & Catherine: A Royal Romance y a Flora Marshall en la serie de televisión británica de la BBC The Crimson Field.

## Biografía
St Clair nació en 1988, siendo la segunda hija de Peter St Clair-Erskine, séptimo conde de Rosslyn y de su mujer, Helen Watters. Tiene un hermano mayor, Jamie, y dos hermanos menores, Lucia y Harry. Como hija de conde británico, puede utilizar el título de Lady antes de su nombre de pila. Fue educada en el internado Heathfield St Mary's School y posteriormente estudió en Bedales School.
Tras terminar sus estudios secundarios se mudó a Los Ángeles, donde trabajó para Akiva Goldsman antes de mudarse a Nueva York para asistir al Conservatorio de Arte Dramático de Nueva York con una beca de actuación.
Su primera participación en una película fue en 2010, cuando tuvo un pequeño papel en La llave de Sarah de Gilles Paquet-Brenner. Alcanzó la fama en 2011, cuando interpretó a Kate Middleton, actualmente duquesa de Cambridge, en la película para televisión del canal estadounidense Hallmark William & Catherine: A Royal Romance.
En 2013 volvió a la gran pantalla para participar en el drama Before I Sleep, película codirigida por Aaron y Billy Sharff. En 2014 fichó por la miniserie de drama The Crimson Field emitida en la BBC, donde interpretó a Flora Marshall.

## Filmografía

### Películas
| Año  | Título            | Papel                | Dirección                   |
| ---- | ----------------- | -------------------- | --------------------------- |
| 2010 | La llave de Sarah | Serveuse café Mozart | Gilles Paquet-Brenner       |
| 2013 | Before I Sleep    | Zooey                | Aaron Sharff y Billy Sharff |

### Televisión
| Año  | Título                               | Papel          | Notas                  |
| ---- | ------------------------------------ | -------------- | ---------------------- |
| 2011 | William & Catherine: A Royal Romance | Kate Middleton | Película de televisión |
| 2014 | The Crimson Field                    | Flora Marshall | Reparto principal      |

### Teatro
| Año  | Obra               | Dramatúrgia            | Dirección      | Papel          | Notas         |
| ---- | ------------------ | ---------------------- | -------------- | -------------- | ------------- |
| 2013 | Overruled          | George Bernard Shaw    | Polina Kailina | Mrs Lunn       | [ 10 ] [ 11 ] |
|      | The Dark           |                        | Joe Murphy     | Louisa         |               |
| 2015 | Our Country's Good | Timberlake Wertenbaker | Susan Howles   | Ducking        |               |
|      | Corpus Christi     |                        | James Mawson   | Mary Magdalene |               |
|      | Proof              |                        | Zenon Johnson  | Catherine      |               |